# Vesicephalus occidentalis
Vesicephalus occidentalis är en urinsektsart som först beskrevs av Mills 1935.  Vesicephalus occidentalis ingår i släktet Vesicephalus och familjen Katiannidae. Inga underarter finns listade i Catalogue of Life.